# سائق سيارة

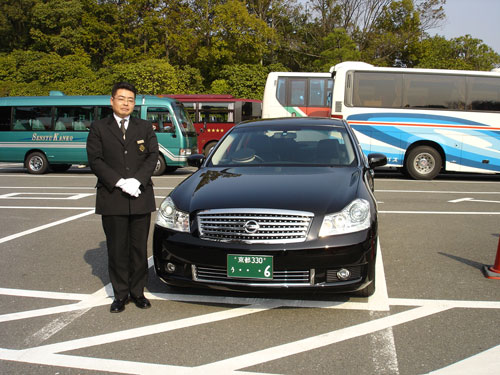
سائق سيارة في اليابان، يوقف بجانب نيسان فوجا

سائق السيارة أو قائد سيارة  هو رجل أو امرأة وظيفته قيادة سيارة ركاب، وخصوصاً السيارات الفخمة كسيدان أو ليموزين.
في الأصل، سائقين كهاؤلاء غالباً مايكونون موظفين شخصيين للمركبة الخاصة بالمالك، لكن الآن في حالات عديدة خدمات السائقين المختصين توفرها شركات، أو أفراد سائقين يوفرون السائق و المركبة في آن واحد، وفي بعض الشركات تقدم سائق فقط.

## اقرأ أيضا
- دمية تجارب تصادمية

- دمية تجارب تصادمية